# カーブル陥落 (2001年)
2001年のカーブル陥落（カーブルかんらく）は、アフガニスタン紛争中、2001年11月に北部同盟軍によって、ターリバーンが支配していたアフガニスタンの首都・カーブルが陥落した出来事である。北部同盟軍は11月13日に同市への攻撃を開始し、米英の空爆によって大きく弱体化したターリバーン軍に向かって速いスピードで前進した。進撃は計画よりも早く進み、翌14日には特殊部隊の支援を受けた北部同盟軍がカーブルに入った。市内では抵抗を受けることなく、ターリバーン軍は南部のカンダハールに退却した。
この5日前にあったマザーリシャリーフ陥落とも相まって、カーブル陥落はターリバーンのアフガニスタン支配に大きな打撃を与えた。
これらの敗北の結果、ターリバーンとアルカーイダの残党メンバーは、ターリバーン運動の精神的な発祥地であり本拠地でもあるカンダハール、そしてトラボラに向かって退却した。